# رابرت آروندل
سر رابرت آروندل (انگلیسی: Robert Arundell; ۲۲ ژوئیهٔ ۱۹۰۴ – ۲۴ مارس ۱۹۸۹) یک نظامی، سیاست‌مدار و دیپلمات اهل بریتانیا بود. وی بین سال‌های ۱۹۴۸ تا ۱۹۵۳ فرماندار جزایر بادگیر بریتانیا بود و پس از آن از ۱۹۵۳ تا ۱۹۵۹ فرماندار مستعمره باربادوس بریتانیا بود.